# Mistrovství světa v jízdě na bobech a skeletonu
Mistrovství světa v jízdě na bobech a skeletonu se koná každoročně od roku 1930. Počínaje rokem 2002 se v období Zimních olympijských her mistrovství nekoná. Dvojbob mužů byl zařazen v roce 1931 a stal se součástí společného šampionátu v roce 1947. Skeleton mužů byl představen na vlastním mistrovství v roce 1982, zatímco závody v dvojbobu a skeletonu žen byly zavedeny až v roce 2000. Obě ženské disciplíny se s staly součástí společného mistrovství v roce 2004. Závod smíšených týmů, skládající se z jedné jízdy skeletonu mužů, skeletonu žen, dvojbobu mužů a dvojbobu žen, se konal v letech 2007 až 2019. V roce 2020 byl nahrazen závodem smíšených týmů ve skeletonu, který sestával z jedné jízdy mužů a žen. V roce 2021 byla zařazena ženská soutěž v jízdě na monobobu.

## Přehled světových šampionátů
| Rok                                                                        | Místo                  | Mužský bob | Mužský bob | Ženský bob | Ženský bob | Skeleton | Skeleton | Skeleton    | Smíšený tým |
| Rok                                                                        | Místo                  | Čtyřbob    | Dvojbob    | Dvojbob    | Monobob    | Muži     | Ženy     | Smíšený tým | Smíšený tým |
| -------------------------------------------------------------------------- | ---------------------- | ---------- | ---------- | ---------- | ---------- | -------- | -------- | ----------- | ----------- |
| 1930                                                                       | Caux-sur-Montreux      | X          |            |            |            |          |          |             |             |
| 1931                                                                       | Oberhof                |            | X          |            |            |          |          |             |             |
| 1931                                                                       | Svatý Mořic            | X          |            |            |            |          |          |             |             |
| 1933                                                                       | Schreiberhau           |            | X          |            |            |          |          |             |             |
| 1934                                                                       | Engelberg              |            | X          |            |            |          |          |             |             |
| 1934                                                                       | Garmisch-Partenkirchen | X          |            |            |            |          |          |             |             |
| 1935                                                                       | Igls                   |            | X          |            |            |          |          |             |             |
| 1935                                                                       | Svatý Mořic            | X          |            |            |            |          |          |             |             |
| 1937                                                                       | Cortina d'Ampezzo      |            | X          |            |            |          |          |             |             |
| 1937                                                                       | Svatý Mořic            | X          |            |            |            |          |          |             |             |
| 1938                                                                       | Svatý Mořic            |            | X          |            |            |          |          |             |             |
| 1938                                                                       | Garmisch-Partenkirchen | X          |            |            |            |          |          |             |             |
| 1939                                                                       | Svatý Mořic            |            | X          |            |            |          |          |             |             |
| 1939                                                                       | Cortina d'Ampezzo      | X          |            |            |            |          |          |             |             |
| V letech 1940–1946 se mistrovství světa nekonala kvůli druhé světové válce |                        |            |            |            |            |          |          |             |             |
| 1947                                                                       | Svatý Mořic            | X          | X          |            |            |          |          |             |             |
| 1949                                                                       | Lake Placid            | X          | X          |            |            |          |          |             |             |
| 1950                                                                       | Cortina d'Ampezzo      | X          | X          |            |            |          |          |             |             |
| 1951                                                                       | Alpe-d'Huez            | X          | X          |            |            |          |          |             |             |
| 1953                                                                       | Garmisch-Partenkirchen | X          | X          |            |            |          |          |             |             |
| 1954                                                                       | Cortina d'Ampezzo      | X          | X          |            |            |          |          |             |             |
| 1955                                                                       | Svatý Mořic            | X          | X          |            |            |          |          |             |             |
| 1957                                                                       | Svatý Mořic            | X          | X          |            |            |          |          |             |             |
| 1958                                                                       | Garmisch-Partenkirchen | X          | X          |            |            |          |          |             |             |
| 1959                                                                       | Svatý Mořic            | X          | X          |            |            |          |          |             |             |
| 1960                                                                       | Cortina d'Ampezzo      | X          | X          |            |            |          |          |             |             |
| 1961                                                                       | Lake Placid            | X          | X          |            |            |          |          |             |             |
| 1962                                                                       | Garmisch-Partenkirchen | X          | X          |            |            |          |          |             |             |
| 1963                                                                       | Igls                   | X          | X          |            |            |          |          |             |             |
| 1965                                                                       | Svatý Mořic            | X          | X          |            |            |          |          |             |             |
| 1966                                                                       | Cortina d'Ampezzo      |            | X          |            |            |          |          |             |             |
| 1967                                                                       | Alpe-d'Huez            |            | X          |            |            |          |          |             |             |
| 1969                                                                       | Lake Placid            | X          | X          |            |            |          |          |             |             |
| 1970                                                                       | Svatý Mořic            | X          | X          |            |            |          |          |             |             |
| 1971                                                                       | Cervinia               | X          | X          |            |            |          |          |             |             |
| 1973                                                                       | Lake Placid            | X          | X          |            |            |          |          |             |             |
| 1974                                                                       | Svatý Mořic            | X          | X          |            |            |          |          |             |             |
| 1975                                                                       | Cervinia               | X          | X          |            |            |          |          |             |             |
| 1977                                                                       | Svatý Mořic            | X          | X          |            |            |          |          |             |             |
| 1978                                                                       | Lake Placid            | X          | X          |            |            |          |          |             |             |
| 1979                                                                       | Königssee              | X          | X          |            |            |          |          |             |             |
| 1981                                                                       | Cortina d'Ampezzo      | X          | X          |            |            |          |          |             |             |
| 1982                                                                       | Svatý Mořic            | X          | X          |            |            | X        |          |             |             |
| 1983                                                                       | Lake Placid            | X          | X          |            |            |          |          |             |             |
| 1985                                                                       | Cervinia               | X          | X          |            |            |          |          |             |             |
| 1986                                                                       | Königssee              | X          | X          |            |            |          |          |             |             |
| 1987                                                                       | Svatý Mořic            | X          | X          |            |            |          |          |             |             |
| 1989                                                                       | Cortina d'Ampezzo      | X          | X          |            |            |          |          |             |             |
| 1989                                                                       | Svatý Mořic            |            |            |            |            | X        |          |             |             |
| 1990                                                                       | Svatý Mořic            | X          | X          |            |            |          |          |             |             |
| 1990                                                                       | Königssee              |            |            |            |            | X        |          |             |             |
| 1991                                                                       | Altenberg              | X          | X          |            |            |          |          |             |             |
| 1991                                                                       | Igls                   |            |            |            |            | X        |          |             |             |
| 1992                                                                       | Calgary                |            |            |            |            | X        |          |             |             |
| 1993                                                                       | Igls                   | X          | X          |            |            |          |          |             |             |
| 1993                                                                       | La Plagne              |            |            |            |            | X        |          |             |             |
| 1994                                                                       | Altenberg              |            |            |            |            | X        |          |             |             |
| 1995                                                                       | Winterberg             | X          | X          |            |            |          |          |             |             |
| 1995                                                                       | Lillehammer            |            |            |            |            | X        |          |             |             |
| 1996                                                                       | Calgary                | X          | X          |            |            | X        |          |             |             |
| 1997                                                                       | Svatý Mořic            | X          | X          |            |            |          |          |             |             |
| 1997                                                                       | Lake Placid            |            |            |            |            | X        |          |             |             |
| 1998                                                                       | Svatý Mořic            |            |            |            |            | X        |          |             |             |
| 1999                                                                       | Cortina d'Ampezzo      | X          | X          |            |            |          |          |             |             |
| 1999                                                                       | Altenberg              |            |            |            |            | X        |          |             |             |
| 2000                                                                       | Altenberg              | X          | X          |            |            |          |          |             |             |
| 2000                                                                       | Winterberg             |            |            | X          |            |          |          |             |             |
| 2000                                                                       | Igls                   |            |            |            |            | X        | X        |             |             |
| 2001                                                                       | Svatý Mořic            | X          | X          |            |            |          |          |             |             |
| 2001                                                                       | Calgary                |            |            | X          |            | X        | X        |             |             |
| 2003                                                                       | Lake Placid            | X          | X          |            |            |          |          |             |             |
| 2003                                                                       | Winterberg             |            |            | X          |            |          |          |             |             |
| 2003                                                                       | Nagano                 |            |            |            |            | X        | X        |             |             |
| 2004                                                                       | Königssee              | X          | X          | X          |            | X        | X        |             |             |
| 2005                                                                       | Calgary                | X          | X          | X          |            | X        | X        |             |             |
| 2007                                                                       | Svatý Mořic            | X          | X          | X          |            | X        | X        |             | X           |
| 2008                                                                       | Altenberg              | X          | X          | X          |            | X        | X        |             | X           |
| 2009                                                                       | Lake Placid            | X          | X          | X          |            | X        | X        |             | X           |
| 2011                                                                       | Königssee              | X          | X          | X          |            | X        | X        |             | X           |
| 2012                                                                       | Lake Placid            | X          | X          | X          |            | X        | X        |             | X           |
| 2013                                                                       | Svatý Mořic            | X          | X          | X          |            | X        | X        |             | X           |
| 2015                                                                       | Winterberg             | X          | X          | X          |            | X        | X        |             | X           |
| 2016                                                                       | Igls                   | X          | X          | X          |            | X        | X        |             | X           |
| 2017                                                                       | Königssee              | X          | X          | X          |            | X        | X        |             | X           |
| 2019                                                                       | Whistler               | X          | X          | X          |            | X        | X        |             | X           |
| 2020                                                                       | Altenberg              | X          | X          | X          |            | X        | X        | X           |             |
| 2021                                                                       | Altenberg              | X          | X          | X          | X          | X        | X        | X           |             |
| 2023                                                                       | Svatý Mořic            | X          | X          | X          | X          | X        | X        | X           |             |
| 2024                                                                       | Winterberg             | X          | X          | X          | X          | X        | X        | X           |             |
| 2025                                                                       | Lake Placid            | X          | X          | X          | X          | X        | X        | X           |             |